# معبد الأسود المجنحة
معبد الأسود المُجنَحة هو مجمع معبد نبطي كبير يقع في مدينة البتراء الأردنية ويرجع تاريخها إلى عهد الملك أريتاس الرابع (9 ق. م. - 40 م.). ويقع المعبد في حارة تُدعى «الحي المقدس» والتي تقع في نهاية شارع البتراء «كولونيد» الرئيسي في المدينة. إنها تبرز معبديْن رائعيْن، يسمّیان «قصر البنت» وعبره «معبد الأسود المجنحة» علی ضفة وادي موسی الشمالية
يرجح أن يكرس المعبد الی الألهه الكبيرة في الدين النبطي، ولكن هوية الألهه الدقيقة ليست معروفة. وأيضًا يرجح أن يدمّر في نهاية المطاف في الزلزال الكبير في عام 363 م.
توفر تحليلات العمارة والسلع والممارسات المرتبطة بمعبد الأسود المجنحة رؤى قيمة للدين والاقتصاد والثقافة للأنباط. ويقدم النقش الموجود في المعبد لمحة عن تفاصيل القانون والنظام النبطي المرتبط بالطقوس الدينية والعبادة وتخصيص وتوليد إيرادات المعبد.
تم إطلاق مبادرة إدارة الموارد الثقافية لمعبد الأسود المجنحة (TWLCRM) في عام 2009 بالتعاون مع المركز الأمريكي للأبحاث الشرقية (أكور)، وإدارة الآثار في الأردن (DOA)، ومتنزه البتراء الأثري (PAP)، وهي السلطة المحلية التي تدير البتراء. من أجل تعزيز والحفاظ على الموقع الأثري للزوار المستقبليين. كما ركزت الجهود على إعداد نشر البحوث والحفر لهذا المجمع المهم. لهذا الغرض، تم نقل الأرشيفات التي تم إنتاجها على مدار أربعة عقود في هذا المجال إلى الأردن وتخزينها مع البيانات التي تم جمعها مؤخرًا بواسطة مبادرة TWLCRM. تعمل أكور الآن على رقمنة وتحديد ووصف هذه المواد.

## وصلات خارجية
- معبد الأسود المجنحة من أرشيف صور المركز الأمريكي للأبحاث الشرقية.